# Aleuron carinata
Aleuron carinata, popularmente conhecida como mariposa-esfinge, é uma espécie de artrópode lepidóptero, mais especificamente de mariposa, pertencente à família dos esfingídeos (Sphingidae).

## Taxonomia
Aleuron carinata foi descrita por Francis Walker em 1856, sob o nome de Enyo carinata. Foi transferida ao gênero Aleuron (como A. carinatum) por Jean Baptiste Boisduval em 1875. Em 1928, John S. Clark a tratou incorretamente como sinônimo de Aleuron prominens.

## Descrição
Aleuron carinata se distingue das demais espécies do gênero Aleuron, exceto A. cymographum, pela área apical e subapical mais clara em relação ao restante das sasas anteriores e pelas faixas presas dorsais nas margens anteriores dos segmentos abdominais. Essas faixas não são visíveis quando os segmentos são telescópicos um para o outro, exceto pelas duas primeiras faixas, que são mais largas. O segundo segmento é mais angulado do que em outras espécies de Aleuron. Os machos apresentam o primeiro segmento do palmo labial angulado lateralmente no ápice e o lado superior da asa anterior tem nove linhas transversais mais ou menos uniformemente denteadas entre a base e a margem externa. Já as fêmeas têm o primeiro segmento do palpo labial ligeiramente convexo e o lado superior da asa anterior possui linhas transversais muito tênues entre a base e a margem externa, exceto uma linha mediana e uma linha pós-mediana, que são retas, paralelas e proeminentes.

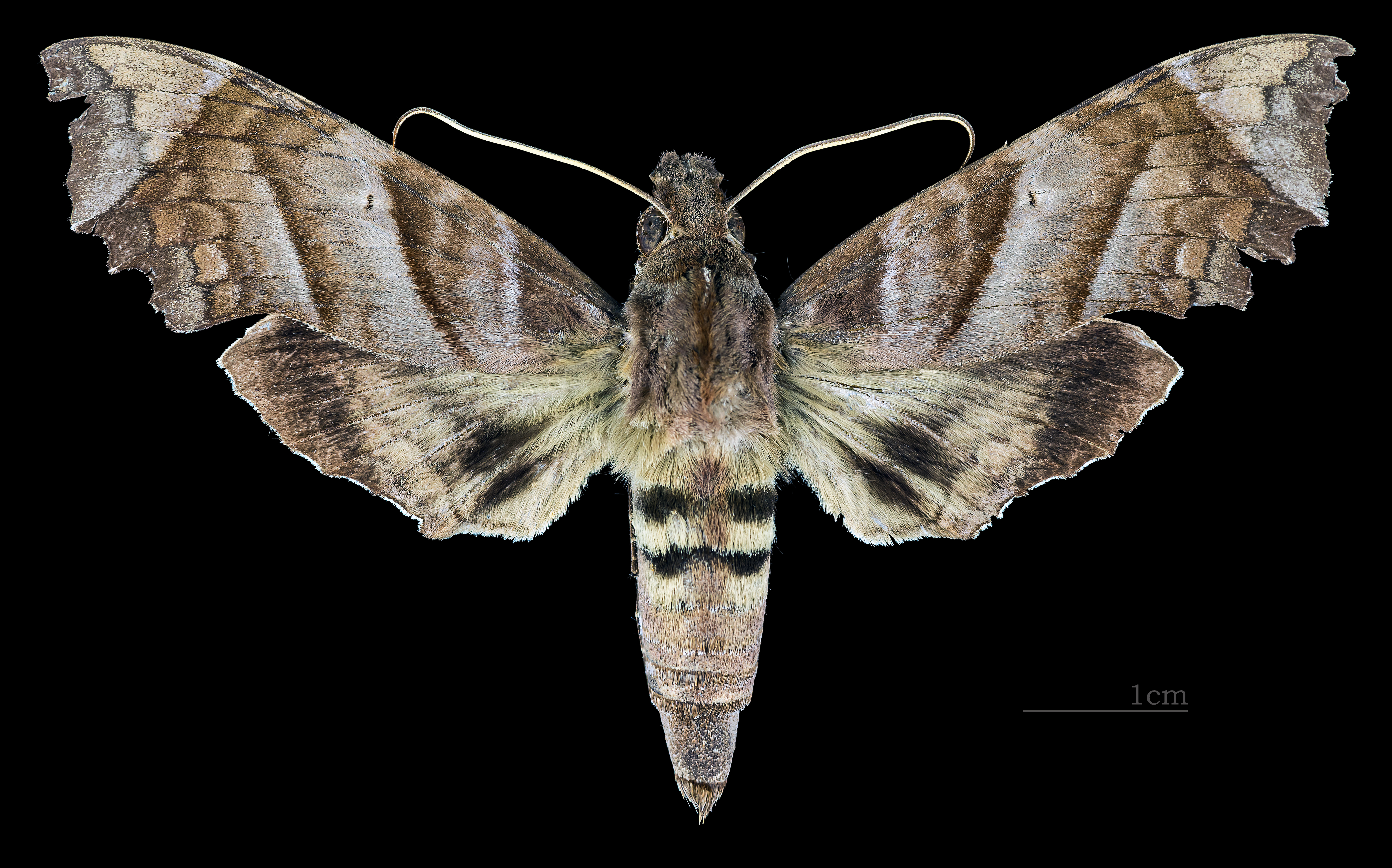
Dorsal da fêmea
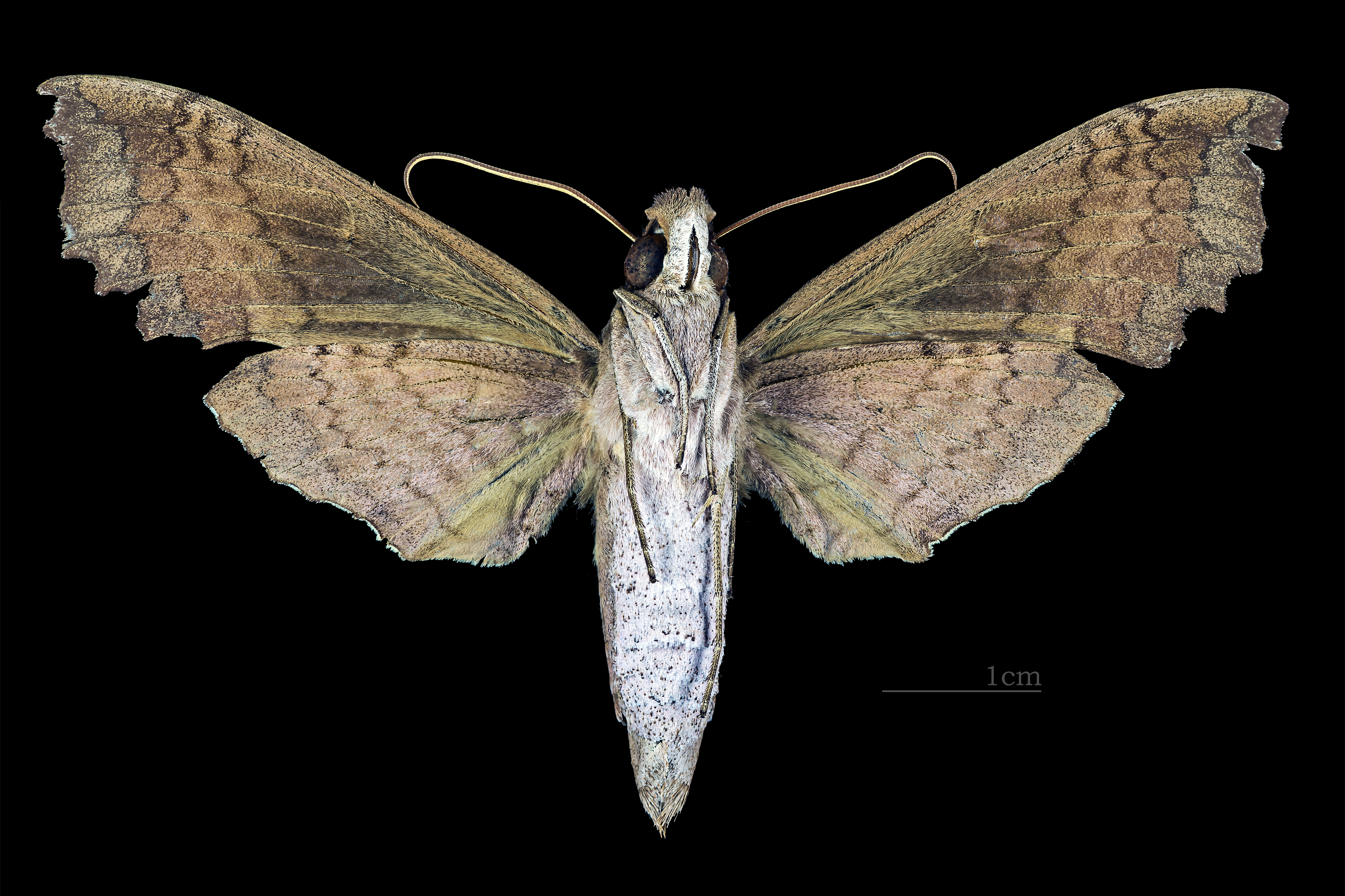
Ventral da fêmea
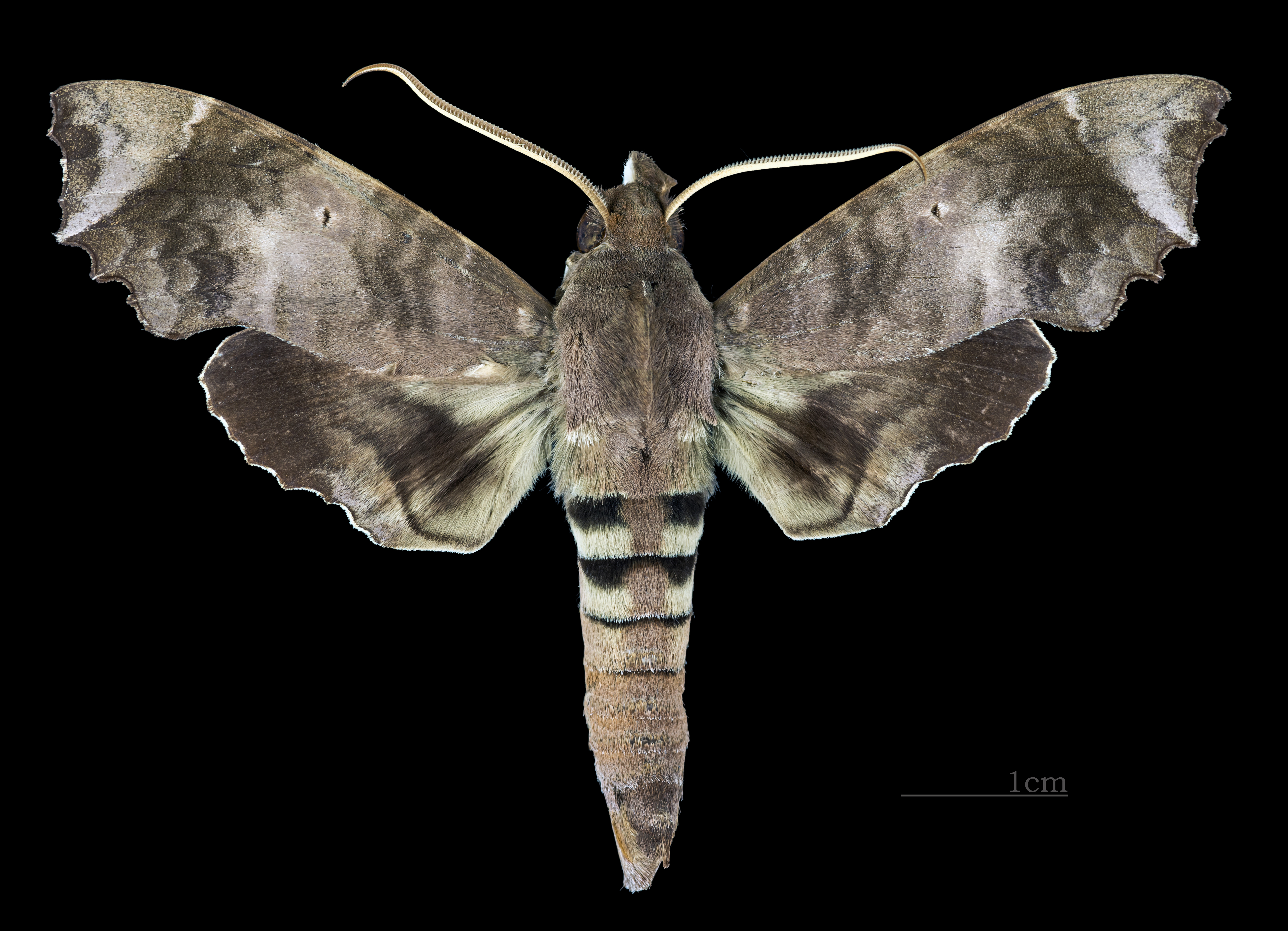
Dorsal do macho
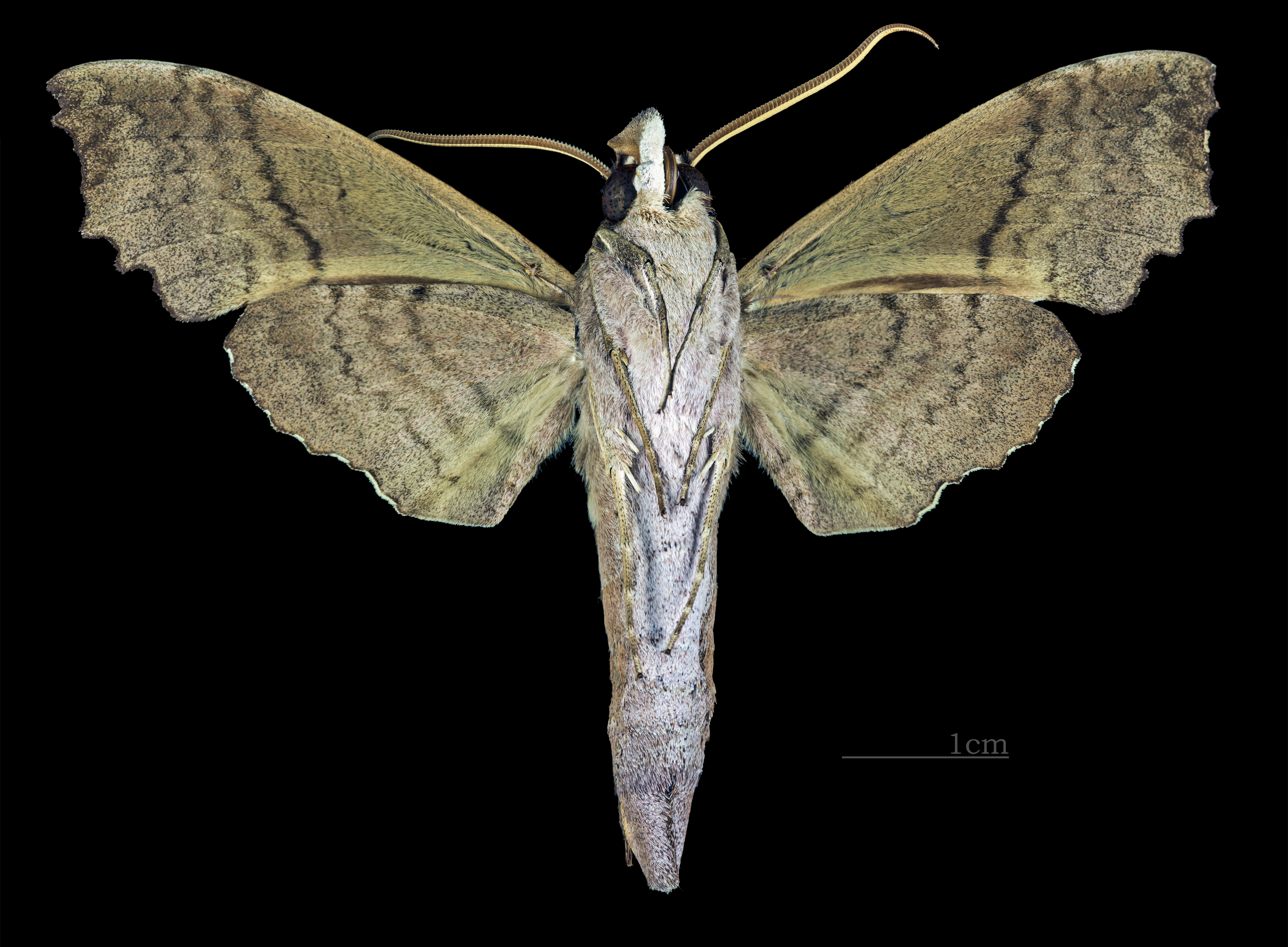
Ventral do macho

## Distribuição
Aleuron carinata foi registrada do sul do México (Oaxaca) até o Brasil, passando por países como Panamá, Venezuela, Bolívia, Costa Rica, Belize e Equador. Os adultos são avistado em voo pelo menos de julho a janeiro na Costa Rica e em junho no Panamá. No Brasil, segundo dados do Sistema de Informação sobre a Biodiversidade Brasileira (SiBBr) e do Instituto Chico Mendes de Conservação da Biodiversidade (ICMBio), há registros de ocorrências da espécie no Maranhão, Ceará, Amazonas, Rondônia, Roraima, Mato Grosso (Diamantino), São Paulo, Paraná, Pará, Rio de Janeiro, Santa Catarina, Espírito Santo, Acre e Distrito Federal (Brasília). Em termos hidrográficos, ocorre nas sub-bacias do Madeira, do Negro, no Paraguai 03, no Paranapanema e no Xingu. Habita florestas secas e úmidas nos biomas da Amazônia, Caatinga, Cerrado e Mata Atlântica.

## Ecologia
As fêmeas chamam os machos com um feromônio liberado por uma glândula na ponta do abdome. No primeiro ínstar, a larva é verde com uma cabeça laranja e uma cauda preta semelhante a pelos tão longa quanto o corpo. Elas se alimentam de cipó-vermelho (Doliocarpus dentatus), cajueiro-bravo-do-campo (Curatella americana) e provavelmente outras espécies de dileniáceas. Quando maduras, se escondem em caules durante o dia. O último ínstar é muito verde, com uma estrutura semelhante a uma videira quebrada na parte traseira. A coloração larval varia de casca quase verde e musgosa a casca quase vermelha e marrom para imitar a planta hospedeira. As lagartas pupam em câmaras subterrâneas rasas. A pupa é preta e laranja e preta manchada e anelada. As cascas das asas são laranja claro. O ventre do tórax e a face são pretos. O estágio de pupa geralmente dura cerca de 23 dias, exceto pela diapausa durante a estação seca.

## Conservação
Aleuron carinata é ameaçada pelas culturas anuais, silvicultura, pecuária (Caatinga), expansão urbana, poluição luminosa (Mata Atlântica) e queimadas não planejadas e/ou não autorizadas em todos os biomas onde ocorre. Apesar disso, essas ameaças não representam risco significativo a ponto de colocar em risco a conservação da espécie. Em 2018, foi classificada como pouco preocupante no Livro Vermelho da Fauna Brasileira Ameaçada de Extinção do Instituto Chico Mendes de Conservação da Biodiversidade (ICMBio). Em sua área de distribuição, está presente em algumas áreas de conservação: a Área de Proteção Ambiental da Chapada do Araripe (APA Chapada do Araripe), a Estação Ecológica de Maracá (ESEC de Maracá), o Parque Nacional do Jaú (PARNA Jaú), a Reserva Biológica do Gurupi (Rebio do Gurupi), o Parque Estadual do Morro do Diabo e o Parque Estadual Intervales.